# Inagua (rezerwat)
Inagua – rezerwat przyrody na wyspie Gran Canaria na Wyspach Kanaryjskich. Jest to rezerwat zintegrowany (Reserva Natural Integral de Inagua), co oznacza, że ekosystemy w nim występujące chronione są w sposób zintegrowany (ścisły) – zabronione jest użytkowanie tego obszaru, także rekreacyjne. Służyć może jedynie do celów naukowych.
Obszar po raz pierwszy został objęty ochroną jako park natury (Parque Natural) „Inagua, Ojeda y Pajonales” 19 czerwca 1987. Zmiana statusu nastąpiła na podstawie decyzji z 19 grudnia 1994. 
Obszar położony jest w gminach Tejeda, Mogán i San Nicolás de Tolentino, na południowy zachód od znajdującego się w centrum wyspy szczytu Pico de Las Nieves. Chronione są tu najlepiej zachowane pozostałości lasów z sosną kanaryjską (Pinus canarensis), z licznymi endemitami. Obszar wyróżnia się poza tym zróżnicowaną budową geologiczną i geomorfologią.